# Lino Arriagada
Lino Arriagada, né le 16 avril 1987, est un coureur cycliste chilien.

## Palmarès
- 2011
  - Tour du Chili :
    - Classement général
    - 3e étape
- 2013
  - 5e et 6e étapes de la Vuelta del Maule
- 2014
  -  Champion du Chili sur route